# Krzywiń
Krzywiń és una ciutat de Polònia, pertany al voivodat de Gran Polònia, es troba a 18 km al sud-est de Kościan i a 49 km al sud de Poznań, la capital de la regió. El 2016 tenia 1.677 habitants.